# لاد (ویرجینیا)
لاد (به انگلیسی: Ladd) یک منطقهٔ مسکونی در ایالات متحده آمریکا است که در شهرستان آگاستا، ویرجینیا واقع شده‌است. لاد ۴۳۰٫۰۸ متر بالاتر از سطح دریا واقع شده‌است.